# Stad Amsterdam (schip, 2000)
Clipper Stad Amsterdam is een volgetuigde driemaster met stalen romp, die in het jaar 2000 onder Nederlandse vlag in de vaart is genomen.

## Geschiedenis
De Clipper is ontworpen door architect Gerard Dijkstra in opdracht van de Randstad Holding (van oprichter Frits Goldschmeding) en de gemeente Amsterdam. Dijkstra heeft zich hierbij onder andere laten inspireren door een koopvaardijschip uit de negentiende eeuw, De Amsterdam (1854). Stad Amsterdam is niet gewoon een kopie; het schip is vakkundig gemaakt aan de hand van oude bouwtekeningen van 19e eeuwse klippers, maar is met moderne materialen gebouwd en beschikt aan boord over de meest geavanceerde technische apparatuur.
In december 1997 wordt bij Niron staal - een onderdeel van Shipdock Amsterdam -  de eerste hand gelegd aan de stalen romp van Clipper Stad Amsterdam, op de scheepswerf Damen Oranjewerf te Amsterdam wordt de kiel gelegd. De verdere op- en afbouw vond plaats bij Het Scheepvaartmuseum in Amsterdam. Goldschmeding geniet van de bouw van het schip, dat hij op zijn kenmerkende wijze aanpakt: kansen bieden voor jongeren en werklozen. Jonge werklozen en schoolverlaters werken mee onder begeleiding van ervaren vakmensen en doen zo kennis op die hen later op de arbeidsmarkt een goede start biedt.
De bouwkosten bedroegen ongeveer 35 miljoen gulden (circa 16 miljoen euro). Jaarlijks is de gemeente Amsterdam verplicht twintig dagen af te nemen, waardoor zij bijdraagt aan de exploitatie van het schip. In het jaar 2009 werd er 238.000 euro voor opzijgezet in de gemeentebegroting.
Het schip is gedoopt op 1 juni 2000 tijdens Sail Amsterdam 2000 door Rita Kok, echtgenote van toenmalig premier Wim Kok. In 2001 won de klipper de Cutty Sark Tall Ships' Race.
In 2005, 2010, 2015 en 2025 was de Stad Amsterdam het vlaggenschip van Sail Amsterdam. 
Rederij Stad Amsterdam vaart over de wereldzeeën als opleidings- en charterschip voor luxe cruises, avontuurlijke zeilreizen en zakelijke zeilevenementen en neemt deel aan regatta's en Tall Ships Races.
Op 1 september 2009 vertrok de Stad Amsterdam in opdracht van de VPRO vanuit Plymouth voor een acht maanden durende reis in het kielzog van Charles Darwin. In het kader van het tweehonderdste geboortejaar van Darwin herhaalde het schip de reis die de geleerde van 1831 tot 1836 met de Beagle maakte.

## Gegevens
- Capaciteit: 723 brt
- Snelheid onder zeil: 17 knopen
- Snelheid met motor: 11 knopen
- Aantal zeilen: 31 stuks
- Zeiloppervlakte: max. 2200 m²
- Motorvermogen: 749 kW
- Architect: Gerard Dijkstra
- Voltallige bemanning: 30 personen
- Aantal passagiers: 68 tot 115 personen

## Afbeeldingen

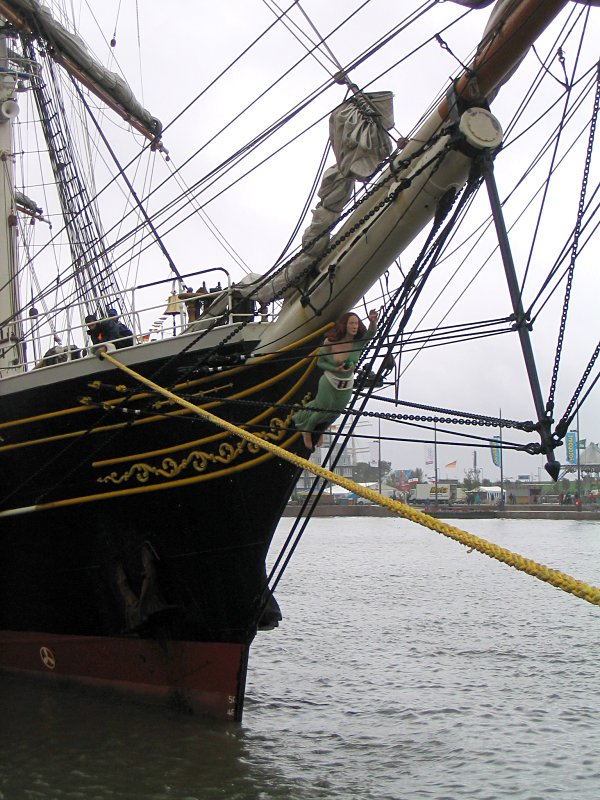
Boegbeeld
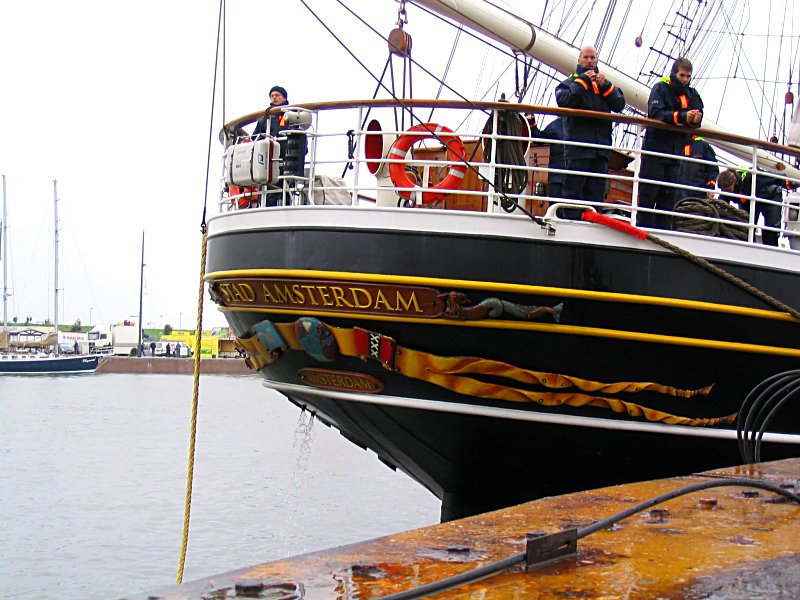
Achtersteven
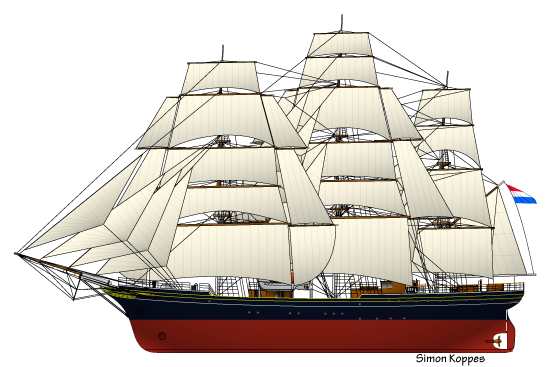
Lijntekening van de Stad Amsterdam
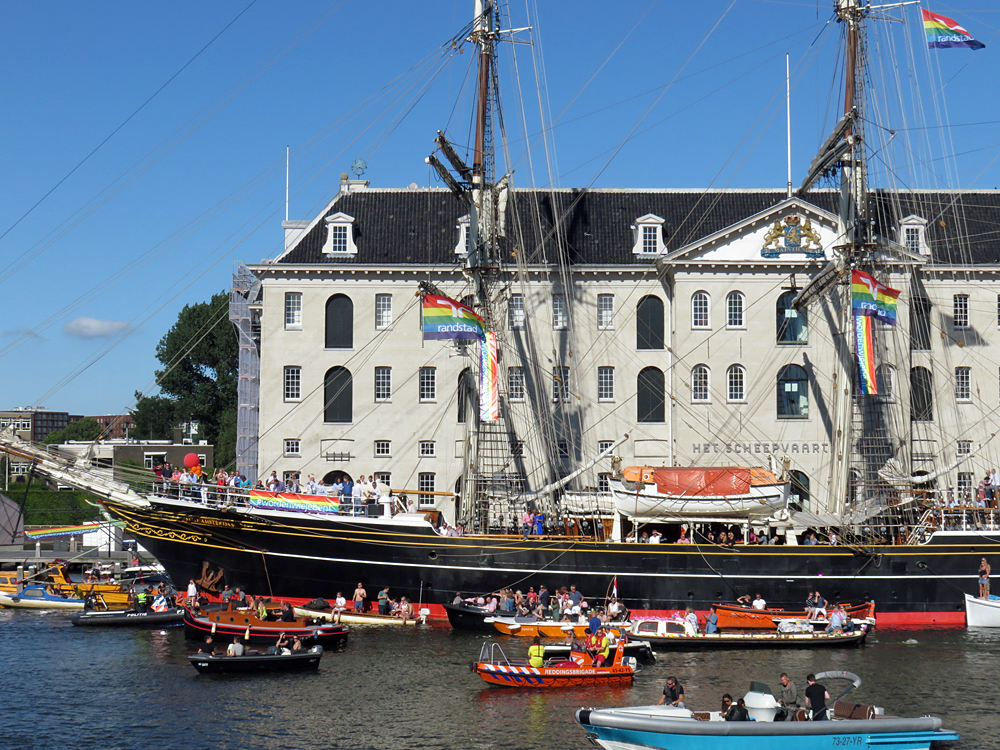
Tijdens de Amsterdam Gay Pride 2016